# Giuseppina Morlacchi
Giuseppina Antonia "Josephine" Morlacchi Omohundro (08 de outubro de 1836 Milão, Itália — 25 de julho de 1886 (49 anos) Lowell, Massachusetts), foi uma bailarina, dançarina e atriz ítalo-americana. Ela apresentou o cancan ao palco americano.

## Biografia
Morlacchi nasceu em Milão em 1836 e frequentou a escola de dança no La Scala aos seis anos de idade. Ela estreou nos palcos em 1856 no Teatro Carlo Felice em Gênova. Em pouco tempo, ela se tornou uma dançarina conhecida, viajando pelo continente e pela Inglaterra. Em Lisboa, ela conheceu o famoso artista e empresário John DePol, que a convenceu a ir para a América e se apresentar em seu Balé Parisiense DePol.
Em outubro de 1867, ela fez sua estréia americana no Banvard's Museum em Nova York, apresentando "The Devil's Auction". Ela se tornou um grande sucesso, e DePol levou o show para Boston. Durante sua ascensão à fama, DePol segurou suas pernas por $ 100.000, após o que os jornais afirmaram que Morlacchi era "mais valiosa que Kentucky".
Em 6 de janeiro de 1868, a companhia se apresentou no Theatre Comique e estreou um novo tipo de dança, anunciada como "... Grand Gallop Cancan, composta e dançada por Mlles. Morlacchi, Blasina, Diani, Ricci, Baretta ,... acompanhado com pratos e triângulos pelo coral e corpo de ballet." A nova dança recebeu uma recepção entusiástica.

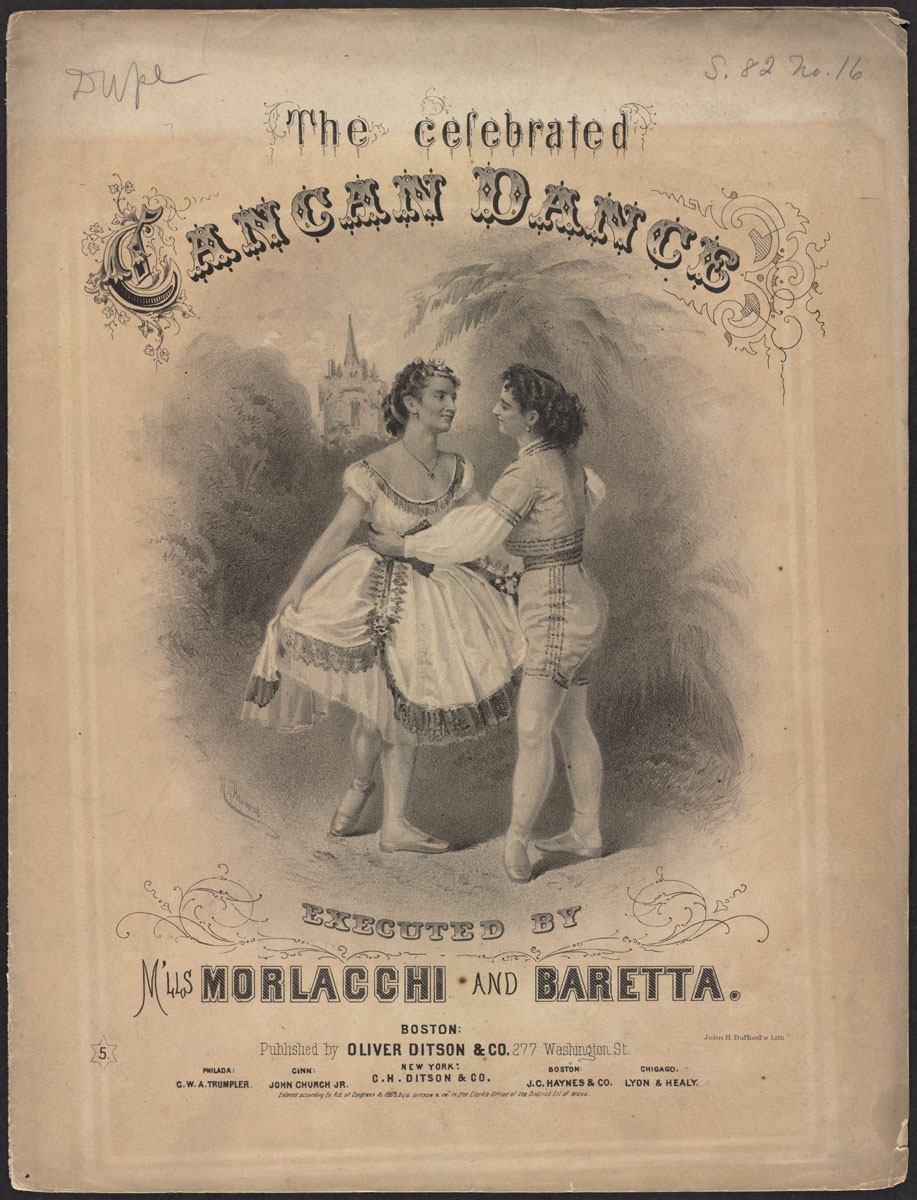
Filipeta da apresentação que introduziu o Cancan nos Estados Unidos.

De 1867 a 1872, Morlacchi viajou pelos Estados Unidos dançando em vários locais com o Morlacchi Ballet Troupe que ela formou, se apresentando para vários políticos e dignitários, incluindo o Grão-Duque da Rússia. A partir de então, sua fama e sucesso aumentaram, e ela fez uma sucessão de apresentações populares. Em 16 de dezembro de 1872, ela foi anunciada como uma atração no drama de faroeste de Ned Buntline, "Scouts of the Prairie", com Buffalo Bill Cody e Texas Jack Omohundro. Ela e Texas Jack se apaixonaram e se casaram em 31 de agosto de 1873 na Igreja Católica de St. Mary em Rochester, NY. O casal se estabeleceu em Lowell, Massachusetts, onde comprou uma casa conhecida como "Suffolk Hall" e uma propriedade rural em Billerica, Massachusetts. Morlacchi continuou a se apresentar, tanto com seu marido em dramas de faroeste, quanto com sua trupe de dança.
Na primavera de 1880, depois de se apresentar em Denver, o casal visitou a cidade de mineração de prata de Leadville, Colorado, onde Texas Jack adoeceu e algumas semanas depois morreu de pneumonia. Pouco depois da morte de Texas Jack, Morlacchi voltou para sua casa em Lowell e viveu tranquilamente com sua irmã. Ela nunca mais fez turnê. Morlacchi morreu de câncer em 1886 e está enterrada no cemitério de St. Patrick em Lowell.